# James Arness
James King Aurness (26 de mayo de 1923-3 de junio de 2011), más conocido como James Arness, fue un actor estadounidense conocido por interpretar al Márshal Matt Dillon en la serie de televisión Gunsmoke durante veinte años. Fue hermano del también actor Peter Graves.

## Biografía
Su nombre real era James Aurness y nació en Mineápolis, Minnesota, Estados Unidos. Su padre era de ascendencia noruega y su madre de ascendencia alemana.
Su primera película fue en 1947, The Farmer's Daughter, seguida de Man From Texas, también de 1947, Horizons West y Big Jim McLain, de 1952. Su primer éxito cinematográfico fue en el wéstern Hondo (1954), acompañando a John Wayne. Luego apareció en dos clásicos del cine de ciencia ficción: The Thing from Another World (1951), donde interpretaba a la "cosa" llegada del espacio, y Them! (1953).
En televisión actuó como invitado en dos episodios de El Llanero Solitario, interpretando al comisario Bud Titus. Protagonizó la miniserie La conquista del Oeste (1976–1977), como  Zebulon "Zeb" Macahan, y los wéstern para la televisión The Alamo: 13 Days to Glory (1987), como Jim Bowie, y el remake de Río Rojo (Red River) (1988).

### Gunsmoke
En 1955 fue elegido, ayudado por su gran porte y por su ideología republicana, para interpretar al Márshal Matt Dillon en la serie Gunsmoke. En un primer momento los productores de la cadena televisiva CBS pensaron en contratar a John Wayne, pero la idea finalmente no prosperó. La serie se emitió por primera vez en 1955, y acompañaban a James Arness los actores Dennis Weaver, como el ayudante Chester Goode; Milburn Stone, como el Doctor; y Amanda Blake, como Kitty. Por la serie pasaron como invitados grandes actores de la talla de John Wayne, presentando el primer capítulo, Bruce Dern, Bette Davis, Warren Oates, Chuck Connors, Charles Bronson, John Carradine, David Carradine, George Kennedy, William Shatner, Leslie Nielsen, Adam West, y muchos más. En la serie trabajó Burt Reynolds, como Quint Asper, el herrero del pueblo. La serie se emitió entre 1955 y 1975 y en 1987 se filmó la película Gunsmoke: Return to Dodge, seguida de Gunsmoke II: The Last Apache (1990), Gunsmoke III: To The Last Man (1992), Gunsmoke IV: The Long Ride y Gunsmoke V: One Man's Justice, de 1993, las dos últimas secuelas de la serie.

## Filmografía

### Cine y televisión
- 1947: The Farmer's Daughter
- 1947: Roses Are Red
- 1949: Battleground
- 1950: Wagon Master
- 1950: Sierra
- 1950: Wyoming Mail
- 1951: Two Lost Worlds
- 1951: The Thing from Another World
- 1951: Cavalry Scout
- 1951: Iron Man
- 1951: The People Against O'Hara
- 1952: Carbine Williams
- 1952: The Girl in White
- 1952: Big Jim McLain
- 1952: Hellgate
- 1952: Horizons West
- 1953: The Lone Hand
- 1953: Island in the Sky
- 1953: The Veils of Bagdad
- 1953: Hondo
- 1954: Them!
- 1955: Many Rivers to Cross
- 1955: The Sea Chase
- 1955: Gunsmoke - teleserie
- 1956: The First Traveling Saleslady
- 1956: Gun the Man Down
- 1959: Alias Jesse James
- 1976: The Macahans - telefilme
- 1977: How the West Was Won - miniserie
- 1981: McClain's Law - serie
- 1987: Álamo: trece días para la gloria - telefilme
- 1987: Gunsmoke: Return to Dodge - telefilme
- 1988: Red River - telefilme
- 1990: Gunsmoke: The Last Apache - telefilme
- 1992: Gunsmoke: To the Last Man - telefilme
- 1993: Gunsmoke: The Long Ride - telefilme
- 1994: Gunsmoke: One Man's Justice - telefilme